# Éolo (filho de Posidão)
Éolo foi um filho de Posidão e Arne; sua mãe era filha de Éolo, filho de Hipotes.

## Família
De acordo com Diodoro Sículo, houve três personagens de nome Éolo, relacionados entre si. Éolo, filho de Heleno, filho de Deucalião, teve um filho, Mimas. Mimas foi o pai de Hipotes, e este o pai de Éolo, o personagem da Odisseia.
Éolo, filho de Hipotes, e Melanipe tiveram uma filha, Arne, e esta engravidou de Posidão. Éolo não acreditou e a culpou pela gravidez, e entregou-a a um estrangeiro de Metaponto, que a levou para sua casa. Em Metaponto, nasceram Éolo e Boethus, que foram adotados por este homem como seus filhos.

## Reis de Metaponto
Quando Éolo e Boethus se tornaram homens, houve um discórdia em Metaponto, e eles tomaram o reino de forma violenta. Porém surgiu uma discórdia entre Arne e Autolytê, esposa do pai adotivo de Éolo e Boethus, os filhos de Arne tomaram o partido da sua mãe e mataram Autolytê, e tiveram que fugir, com sua mãe e vários amigos, em barcos.

## Exílio
Boethus foi para a região que era chamada Aeolis e agora se chama Tessália, e chamou os habitantes de beócios. Em Aeolis, reinava seu avô Éolo, filho de Hipotes; Boethus foi adotado por Éolo, e o sucedeu, chamando o reino de Arne, pela sua mãe, e os habitantes de beócios, pelo seu nome. Seus descendentes foram os líderes dos beócios na Guerra de Troia.
Éolo, filho de Posidão, tomou posse das ilhas do Mar Tirreno, que passaram a se chamar Ilhas Eólias por causa dele, e fundou a cidade de Lípara.